# Sweet City Woman
«Sweet City Woman» (en español: —«Dulce mujer de ciudad»—) es una canción de la banda canadiense de rock The Stampeders para su álbum debut Against the Grain (retitulado Sweet City Woman en Estados Unidos) de 1971.

## Posicionamiento en listas
| País           | Lista                      | Posición | Ref.  |
| 1971           | 1971                       | 1971     | 1971  |
| -------------- | -------------------------- | -------- | ----- |
| Canadá         | RPM (Top Singles)          | 1        | [ 1 ] |
| Estados Unidos | Billboard (Hot 100)        | 8        | [ 2 ] |
| Estados Unidos | Billboard (Easy Listening) | 5        | [ 3 ] |
| Estados Unidos | Cash Box (Top 100)         | 7        |       |

| País           | Lista                      | Posición | Ref.  |
| 1971           | 1971                       | 1971     | 1971  |
| -------------- | -------------------------- | -------- | ----- |
| Canadá         | RPM (Top Singles)          | 2        | [ 4 ] |
| Estados Unidos | Billboard (Hot 100)        | 58       | [ 5 ] |
| Estados Unidos | Billboard (Easy Listening) | 32       | [ 6 ] |

## En la cultura popular
La canción «Sweet City Woman» se ha utilizado en varias ocasiones en cine y televisión. Entre otras:

### Cine
- Little Nicky: el hijo del diablo (2000).

### Televisión
- Inflatable (episodio de Better Call Saul) (2016).

## Créditos y personal
- Rich Dodson – voz, banyo y guitarra eléctrica principal.
- Ronnie King – bajo eléctrico.
- Kim Berly – batería.
- Mel Shaw – producción.
- Terry Brown - diseño.